# アングラ・ド・エロイズモ
アングラ・ド・エロイズモ（ポルトガル語: Angra do Heroísmo [ˈɐ̃ɡɾɐ du eɾuˈiʒmu] ( 音声ファイル), アングラ・ドゥ・エルイジュム）は、ポルトガル・アゾレス諸島にある都市である。アングラ・ド・エロイズモ自体は、アゾレス諸島で第3の島であるテルセイラ島の南西部を占める。テルセイラ島の東半分を占めるプライア・ダ・ヴィトリアと隣接する。

## 世界遺産
アングラ・ド・エロイズモの中心街は、1983年、ユネスコの世界遺産に、「アゾレス諸島のアングラ・ド・エロイズモの中心地区」として登録された。

### 登録基準
この世界遺産は世界遺産登録基準のうち、以下の条件を満たし、登録された（以下の基準は世界遺産センター公表の登録基準からの翻訳、引用である）。
- (4) 人類の歴史上重要な時代を例証する建築様式、建築物群、技術の集積または景観の優れた例。
- (6) 顕著で普遍的な意義を有する出来事、現存する伝統、思想、信仰または芸術的、文学的作品と直接にまたは明白に関連するもの（この基準は他の基準と組み合わせて用いるのが望ましいと世界遺産委員会は考えている）。

## 姉妹都市
- サルヴァドール、ブラジル
- en:Gramado、ブラジル
- エヴォラ、ポルトガル
- ギルロイ、アメリカ合衆国
- トーントン、アメリカ合衆国
- en:Tulare, California、アメリカ合衆国
- en:Gustine, California、アメリカ合衆国
- フロリアノーポリス、ブラジル

座標: 北緯38度39分 西経27度13分 / 北緯38.650度 西経27.217度